# ブレークスルー・オブ・ザ・イヤー
ブレークスルー・オブ・ザ・イヤー(Breakthrough of the Year)は、サイエンス誌がその年の最も発展的な研究に与える賞である。1989年に始まった「今年の分子」(Molecule of the Year)に由来し、『タイム』誌のパーソン・オブ・ザ・イヤーに着想を得て、1998年にBreakthrough of the Yearと改名された。ブレークスルー・オブ・ザ・イヤーは、科学の世界で最も際立った成果の1つと広く認識されている。

## 今年の分子（モレキュール・オブ・ザ・イヤー）
- 1989年 ポリメラーゼ連鎖反応とDNAポリメラーゼ[1]
- 1990年 合成ダイヤモンドの製造[2]
- 1991年 バックミンスターフラーレン[3]
- 1992年 一酸化窒素[4]
- 1993年 P53遺伝子[5]
- 1994年 DNA修復酵素[6]

2002年以降、「今年の分子」は、International Society For Molecular and Cell Biology and Biotechnology Protocols and Researches (ISMCBBPR)によって表彰されるようになった。
- 2002年 All-trans-レチノイン酸[8]
- 2003年 エボラ出血熱ワクチンのアデノウイルス[9]
- 2004年 イミダゾール酢酸リボチド[10]
- 2005年 4E10[11]
- 2006年 hsa-mir-155とhsa-let-7a-2[12]
- 2007年 PKD2L1[13]
- 2008年 anti-SAG 421-433 catalytic IgA[14]
- 2009年 Sleeping Beautyトランスポゾン[15]
- 2010年 FOXM1[16][17][18][19]
- 2011年 BMP7[20]
- 2012年 デスモステロール[21]

## ブレークスルー・オブ・ザ・イヤー
- 1996年: ヒト免疫不全ウイルスの理解[22]
- 1997年: 初めて成体細胞からクローニングされた哺乳類であるドリー[23]
- 1998年: 宇宙の加速[24]
- 1999年: 幹細胞による若さの獲得への希望[25]
- 2000年: 全ゲノムシークエンシング[26]
- 2001年: ナノ回路または分子回路[27]
- 2002年: RNAi[28]
- 2003年: ダークエネルギー[29]
- 2004年: 火星に到着したスピリット[30]
- 2005年: 進化学[31]
- 2006年: ポアンカレ予想の証明[32]
- 2007年: ヒトの遺伝的変異（英語版）[33]
- 2008年: 細胞のリプログラミング[34]（iPS細胞の樹立）
- 2009年: アルディピテクス・ラミダス[35]
- 2010年: 最初の量子機械（英語版）[36]
- 2011年: 予防としてのHIV治療（臨床試験HPTN 052）[37]
- 2012年: ヒッグス粒子の発見[38]
- 2013年: がん免疫療法[39]（免疫チェックポイント阻害因子の発見とがん治療への応用）
- 2014年: ロゼッタによる探査ミッション[40]
- 2015年: CRISPRによるゲノム編集技術[41]
- 2016年: 時空のさざ波：重力波の初検出[42]
- 2017年: 宇宙の集会：中性子星合体（英語版）（GW170817）[43]
- 2018年: 個々の細胞ごとに発生を調べる（シングルセルシーケンシング（英語版））[44]
- 2019年: ブラックホールの可視化[45][46]
- 2020年: 記録的な速さで開発およびテストされたCOVID-19に対するワクチン開発[47]
- 2021年: 人工知能（ＡＩ）によるたんぱく質の立体構造予測[48]
- 2022年: ジェイムズ・ウェッブ宇宙望遠鏡
- 2023年: GLP-1受容体作動薬
- 2024年: レナカパビル

## ブレークスルー・オブ・ザ・イヤー受賞の必要条件
ハーバード大学は、2020年のブレークスルー・オブ・ザ・イヤーを受賞した、記録的な速さで開発およびテストされたCOVID-19に対するワクチン開発について、科学的なブレークスルーを達成するために必要なものほとんどのブレークスルーには、繰り返される懐疑論、嘲笑、拒絶に耐えることができる科学者の粘り強さが私たちの生活を変えるのに必要であるとコメントした。つまり、開放性の高い人と同じく、不協調性が高い性格の人は創造的である。アメリカで最も大きな創造性研究機関であるカリフォルニア大学ロサンゼルス校を中心とする神経精神医学団体のテネンバウムセンター所長によると、創造性と嫌悪感の間は関連性があるため、それが必要なために時々不快感を喜んで受け入れる必要がある。つまり、協調性が低い人は、より高い創造的成果を示す傾向がある。現状に挑戦し、他の人が言ったからといって物事を信じない傾向がある人は創造的な達成者である。アメリカの科学史家トーマス・クーンは、1962年、『科学革命の構造』The Structure of Scientific Revolutions を著し、科学は「通常科学」と「科学革命」より構成されると主張、特定の科学者集団が奉じるパラダイム（一定の期間その集団の科学者に、問いと答えの範型を与える古典的な業績）にしたがって「通常科学」の研究がおこなわれるが、その過程で変則性が顕現するにいたって当該パラダイムに危機が生じ、ついに「科学革命」がなされて、別のパラダイムが生み出され、それと交代する事実があることを指摘した。